# Liste der Kulturdenkmale in Risum-Lindholm
In der Liste der Kulturdenkmale in Risum-Lindholm sind alle Kulturdenkmale der schleswig-holsteinischen Gemeinde Risum-Lindholm (Kreis Nordfriesland) aufgelistet (Stand: 14. April 2025).

## Legende
In den Spalten befinden sich folgende Informationen:
- Objekt-ID: die Nummer des Kulturdenkmales
- Lage: die Adresse des Kulturdenkmales und die geographischen Koordinaten. Kartenansicht, um Koordinaten zu setzen. In der Kartenansicht sind Kulturdenkmale ohne Koordinaten mit einem roten Marker dargestellt und können in der Karte gesetzt werden. Kulturdenkmale ohne Bild sind mit einem blauen Marker gekennzeichnet, Kulturdenkmale mit Bild mit einem grünen Marker.
- Offizielle Bezeichnung: Bezeichnung des Kulturdenkmales
- Beschreibung: die Beschreibung des Kulturdenkmales
- Bild: ein Bild des Kulturdenkmales

## Sachgesamtheiten
| Objekt-ID      | Lage                                      | Offizielle Bezeichnung  | Beschreibung | Bild                             |
| -------------- | ----------------------------------------- | ----------------------- | --- | -------------------------------- |
| 40643 Wikidata | An der B 5 (54° 46′ 3″ N, 8° 52′ 3″ O)    | Kirche St. Michaelis    | Aktualisierung vorgesehen - Begründung: geschichtlich, künstlerisch, städtebaulich, Kulturlandschaft prägend - Schutzumfang: Kirche St. Michaelis mit Ausstattung, Glockenhaus, Kirchhof | weitere Fotos \| Fotos hochladen |
| 45836          | Dorfstraße 99 (54° 45′ 8″ N, 8° 51′ 3″ O) | Bauernhof Dorfstraße 99 | Bauernhof Dorfstraße 99; 1. H. 20. Jh.; Dreiseithof aus Wohnhaus, Scheune und Stall, jeweils eingeschossige Backsteinbauten unter pfannengedeckten Schopfwalmdächern, gruppiert um Hofplatz mit Linde, vor dem Wohnhaus nach Süden Garten mit altem Obstbaumbestand - Begründung: geschichtlich, städtebaulich, Kulturlandschaft prägend - Schutzumfang: Wohnhaus, Stall, Scheune, Hofplatz mit Linde, Garten | BW                               |
| 40644 Wikidata | Steege (54° 45′ 20″ N, 8° 50′ 31″ O)      | Kirche St. Sebast       | Aktualisierung vorgesehen - Begründung: geschichtlich, künstlerisch, städtebaulich, Kulturlandschaft prägend - Schutzumfang: Kirche St. Sebast mit Ausstattung, Glockenhaus, Kirchhof, Grabmale bis 1870, Kirchhofstor | BW                               |

## Bauliche Anlagen
| Objekt-ID     | Lage                                             | Offizielle Bezeichnung               | Beschreibung | Bild                             |
| ------------- | ------------------------------------------------ | ------------------------------------ | --- | -------------------------------- |
| 3373 Wikidata | An der B 5 (54° 46′ 3″ N, 8° 52′ 3″ O)           | Kirche St. Michaelis mit Ausstattung | Die evangelische Kirche das erste Mal 1240 erwähnt. Im Inneren Glasfenster von Ernst Günter Hansing aus dem Jahre 1963. Der Altaraufsatz stammt aus dem Jahre 1657. Alteintragung (Aktualisierung vorgesehen) - Begründung: geschichtlich, künstlerisch, städtebaulich - Schutzumfang: Kirche St. Michaelis mit Ausstattung, Glockenhaus - Denkmaltyp: Bauliche Anlage, Sachgesamtheit: Kirche St. Michaelis               | weitere Fotos \| Fotos hochladen |
| 45837         | Dorfstraße 99 (54° 45′ 7″ N, 8° 51′ 4″ O)        | Wohnhaus                             | Wohnhaus; ca. 2. V. 20. Jh.; eingeschossiger, traufständiger Backsteinbau unter pfannengedecktem Schopfwalmdach, Bruchsteinsockel, Zwerchhäuser über der Mittelachse beider Langseiten - Begründung: geschichtlich, städtebaulich, Kulturlandschaft prägend - Schutzumfang: gesamtes Objekt - Denkmaltyp: Bauliche Anlage, Sachgesamtheit: Bauernhof Dorfstraße 99                                                         | BW                               |
| 45896         | Dorfstraße 110 (54° 45′ 9″ N, 8° 51′ 12″ O)      | Wohn- und Geschäftshaus              | Wohn- und Geschäftshaus; um 1930; eingeschossiger, giebelständiger Backsteinbau unter pfannengedecktem Satteldach, Mauerwerk mit Zierrustika und profilierten Gesimsen, sowie figürlichem Versatz, halbrunder Standerker und Fenstererker - Begründung: geschichtlich, städtebaulich - Schutzumfang: gesamtes Objekt - Denkmaltyp: Bauliche Anlage                                                                         | BW                               |
| 6232          | Dorfstraße 260 (54° 46′ 3″ N, 8° 52′ 46″ O)      | ehem. Schule Lindholm                | ehem. Schule Lindholm; 1926/27, Architekt Friedrich Ströh; eingeschossige Dreiflügelanlage aus Backstein unter pfannengedeckten Schopfwalmdächern mit Gauben, Fassade mit Backsteinzierfriesen, im Inneren historische Wandvertäfelungen und Türen - Begründung: geschichtlich, städtebaulich - Schutzumfang: ehem. Schule Lindholm, Außenanlagen - Denkmaltyp: Bauliche Anlage                                            | BW                               |
| 3379 Wikidata | Dorfstraße 267 (54° 46′ 6″ N, 8° 52′ 53″ O)      | Uthländisches Haus                   | Alteintragung (Aktualisierung vorgesehen) - Begründung: Alteintragung (Aktualisierung vorgesehen) - Schutzumfang: Alteintragung (Aktualisierung vorgesehen) - Denkmaltyp: Bauliche Anlage | BW                               |
| 3303 Wikidata | Dorfstraße 299 (54° 46′ 47″ N, 8° 52′ 26″ O)     | Bauernhaus                           | Alteintragung (Aktualisierung vorgesehen) - Begründung: geschichtlich, Kulturlandschaft prägend - Schutzumfang: Bauernhaus, - Denkmaltyp: Bauliche Anlage | BW                               |
| 6231 Wikidata | Emil-Malers-Wäi 1 (54° 45′ 51″ N, 8° 52′ 46″ O)  | Uthländisches Haus                   | Uthländisches Haus, langgestreckter eingeschossiger Halbwalmdachbau in Ecklage, mit Backengiebel, Reetdeckung und Ziegelfassade, wohl Mitte 19. Jh - Begründung: geschichtlich, städtebaulich - Schutzumfang: gesamtes Objekt - Denkmaltyp: Bauliche Anlag | BW                               |
| 6225          | Herrenkoogstraße 4 (54° 44′ 46″ N, 8° 50′ 36″ O) | Schule Risum                         | ehem. Schule Risum; 1937–38, 1943, Entwurf Preußisches Staatshochbauamt Flensburg; mehrgliedriger Backsteinbau mit Sattel- und Walmdächern auf winkligem Grundriss, Hauptgebäude mit Kopfbau, westlich Turnhalle über niedrigen Laubengang angeschlossen, sachliche Baugestaltung mit sparsamen Backsteinakzenten - Begründung: geschichtlich, städtebaulich - Schutzumfang: gesamtes Objekt - Denkmaltyp: Bauliche Anlage | BW                               |
| 1069 Wikidata | Klockries 64 (54° 46′ 35″ N, 8° 51′ 54″ O)       | Hof Andersen                         | Alteintragung (Aktualisierung vorgesehen) - Begründung: Alteintragung (Aktualisierung vorgesehen) - Schutzumfang: Alteintragung (Aktualisierung vorgesehen) - Denkmaltyp: Bauliche Anlage | BW                               |
| 4129 Wikidata | Steege (54° 45′ 20″ N, 8° 50′ 31″ O)             | Kirche St. Sebast mit Ausstattung    | Alteintragung (Aktualisierung vorgesehen) - Begründung: geschichtlich, künstlerisch, städtebaulich - Schutzumfang: Kirche St. Sebast mit Ausstattung, Glockenhaus - Denkmaltyp: Bauliche Anlage, Sachgesamtheit: Kirche St. Sebast | BW                               |

## Gründenkmale
| Objekt-ID      | Lage                                   | Offizielle Bezeichnung | Beschreibung | Bild |
| -------------- | -------------------------------------- | ---------------------- | --- | ---- |
| 19344 Wikidata | An der B 5 (54° 46′ 2″ N, 8° 52′ 4″ O) | Kirchhof               | Alteintragung (Aktualisierung vorgesehen) - Begründung: geschichtlich, Kulturlandschaft prägend - Schutzumfang: gesamtes Objekt - Denkmaltyp: Gründenkmal, Sachgesamtheit: Kirche St. Michaelis                        | BW   |
| 19346 Wikidata | Steege (54° 45′ 18″ N, 8° 50′ 35″ O)   | Kirchhof               | Alteintragung (Aktualisierung vorgesehen) - Begründung: geschichtlich, Kulturlandschaft prägend - Schutzumfang: Kirchhof, Grabmale bis 1870, Kirchhofstor - Denkmaltyp: Gründenkmal, Sachgesamtheit: Kirche St. Sebast | BW   |

## Ehemalige Kulturdenkmale
| Objekt-ID     | Lage                                         | Offizielle Bezeichnung | Beschreibung | Bild |
| ------------- | -------------------------------------------- | ---------------------- | --- | ---- |
| 3670 Wikidata | Dorfstraße 147 (54° 45′ 19″ N, 8° 51′ 42″ O) | Dreikanthof            | Dreikanthof; 1872 und 1911; u-förmiges, eingeschossiges Wohn- und Wirtschaftsgebäude aus Backstein unter reetgedecktem Schopfwalmdach, Wohnteil mit Zwerchhaus über dem Eingang, mehrflügeliger Stallteil mit historischen Einbauten, Backhaus und Warft - Begründung: geschichtlich, Kulturlandschaft prägend - Schutzumfang: Dreikanthof, Backhaus, Warft - Denkmaltyp: Bauliche Anlage | BW   |

## Quelle
- Liste der Kulturdenkmale in Schleswig-Holstein – Kreis Nordfriesland (PDF)